# Encyclopedia of Life
Encyclopedia of Life (kratica EOL; dobesedno angleško: »Enciklopedija življenja«) je prosta spletna enciklopedija, katere namen je s sodelovanjem strokovne in širše javnosti dokumentirati vsako od skoraj dveh milijonov živečih vrst organizmov, ki so formalno znanstveno opisane. Poleg znanstvenega imena in uvrstitve v sistem so številne vrste predstavljene z večpredstavnostnim gradivom – videoposnetki, zvoki, slikami, shemami in besedilom.
Spletišče deluje kot portal, ki prikazuje vsebino različnih sodelujočih podatkovnih zbirk, kot taksonomska hrbtenica pa služi zbirka Catalogue of Life s sprejetimi znanstvenimi imeni vrst, ki je tudi sama kompilacija 66 različnih strokovnih podatkovnih zbirk. Poleg tega je del EoL tudi Biodiversity Heritage Library (BHL), konzorcij desetih prirodoslovnih in botaničnih knjižnic, ki digitalizira knjige na temo biotske raznovrstnosti in jih daje na voljo javnosti.

## Zgodovina
Projekt je navdihnila vizija biologa E. O. Wilsona, ki je v svojem članku leta 2003 utemeljil vsesplošno uporabnost takšne zbirke podatkov za napredek biologije. Spletišče je zagnal konzorcij ustanov, med njimi Fieldov muzej, Univerza Harvard, Marine Biological Laboratory, Botanični vrt Missourija in Smithsonian Institution, s finančno podporo skladov Johna D. in Catherine T. MacArthur ter Alfreda P. Sloana.
Stran je bila uradno zagnana februarja 2008 s prvimi 30.000 stranmi, zbirka pa je do nadgradnje vmesnika leta 2014 narasla na 3,5 milijona strani, od tega ima približno tretjina dodatno vsebino poleg taksonomskih podatkov.